# Pagode Ci En
23° 50′ 31,1″ N, 120° 55′ 14,9″ E
 (avril 2019).
La pagode Ci En (en chinois 慈恩塔, pinyin Cí'ēn Tǎ) est une pagode située dans le canton de Yuchi, comté de Nantou, à Taïwan.

## Historique
Le président Chiang Kai-shek décida de construire la pagode en mémoire de sa défunte mère Wang Caiyu (王采玉). Pendant la construction, les matériaux durent être acheminés par le Sun Moon Lake et par la montagne. La construction fut achevée en avril 1971.

## Architecture
La pagode octogonale fut construite avec un style traditionnel chinois au sommet du Mont Shabalan (haut de 954 mètres). La hauteur de la pagode est de 46 mètres, afin que le sommet atteigne une altitude de 1 000 m.
Elle comporte 12 étages au total, les 3 premiers peints en blanc et les 9 autres peints en rouge doré.